# Дипло
Томас Уесли Пенц (на английски: Thomas Wesley Pentz), познат с аритистичния си псевдоним Дипло (на английски: Diplo), е американски диджей, музикален продуцент, рапър и текстописец.
Основава и управлява лейбъла „Mad Decent“. Освен че се занимава с музика, работил е и като учител във Филаделфия. Ко-създател и главен член е на музикалния проект „Major Lazer“. Неговото EP „Revolution“, издадено през 2013 година, дебютира на 68-о място в класацията Billboard 200.

## Биография
Днешното име на музиканта е Томас Уесли Пенц. Роден е на 10 ноември 1978 г. в град Тюпълоу, Мисисипи, САЩ. Голяма част от младостта си той прекарва в Маями в магазина на баща си, който се интересува от най-различни диви животни – ламантини, крокодили, динозаври. Интересът към палеонтологията той предава на сина си. Томас Уесли Пенц се премества във Филаделфия.
От 1997 г. учи в Университета на Централна Флорида, а след това в Университета Темпъл (Филаделфия, Пенсилвания, САЩ), той е работил там като DJ, социален работник и преподавател. Помага на децата да подобрят уменията си по четене и математика. Той остава с учениците след училище. В интервю, той казва, че работата на учителя е трудна. В живота, предпочита да изучава музиката и да забавлява хората.
Във Филаделфия Томас взима сценичното име Уес Гали, а след това приема прякора „Diplo“ – идващо от името на вид динозавър.

## Кариера
Запознавайки се с музиканта DJ Low Budget, той започва да свири с него под името група Hollertroni. Груповите им изпълнения са много успешни.
През 2004 г. Томас Уесли Пенц, под псевдонима Diplo издава дебютния си албум „Florida“. Албумът „Florida“ е записан два пъти, първо на CD, а след това и на DVD. Томас е основател и собственик на известния лейбъл Mad Decent.
През 2009 г. Diplo, заедно с диджея и продуцент Switch започват проекта Major Lazer. Но през 2011 г., те се разделят. Switch напуснал проекта. Групата Major Lazer се състои от Diplo, Jillionaire и Walshy Fire. Уесли се занимава с производство и композиране на музика за рапъри и поп изпълнители.
Няколко години води седмичното си шоу, „Diplo & Приятели“ по радио BBC Radio 1.
През 2013 г. той е номиниран за Грами в категорията „некласически продуцент на годината“.
През 2015 г., Diplo е най-популярният музикант в приложението за разпознаване на музика Shazam. Ползващите приложението търсели негови песни около 40 милиона пъти за една година.

## Факти
Псевдонима Дипло – съкратена форма на думата „Diplodocus“, която се отнася за вида на динозаврите Saurischia от групата на динозаврите завропод. Той избира това име като спомен от детските му години. Томас когато бил дете отделял много време за изучаване на изчезнали животни.
Томас работи благотворително. Като учител, той е работил с проблемни тийнейджъри, а сега собствената му фондация помага на начинаещи музиканти, художници и всички хора в творческите професии да реализират своите идеи. Също така, фондът помага бивши наркомани да се подложат на рехабилитация и да се върнат към нормален живот.
Изобретен от Томас термин Twerking (направление в танците, в който се движат главно хълбоците, бедрата, корема и ръцете, докато останалата част от тялото е почти напълно неподвижна) е внесен и в Оксфордския речник.
Томас е написал книгата „128 удара в минута“, която той препоръчва като „моя визуален ориентир за музика, култура и всичко, което е между тях.“ Заедно с фотографа Шейн Маколи (Shane McCullen).

## Албуми
- Sound and Fury (2002)
- Florida (2004)
- Guns Don’t Kill People… Lazers Do (2009) (as Major Lazer)
- Express Yourself (2012)
- Free the Universe (2013) (as Major Lazer)
- Random White Dude Be Everywhere (2014)
  - Skrillex and Diplo Present Jack Ü (2015) (with Skrillex as Jack Ü)
  - Peace Is the Mission (2015) (as Major Lazer)